# Alicante (grad)
Alicante (katal. Alacant), je lučki grad u Pokrajini Valencija i njezin glavni grad.

## Povijest
Alicante su osnovali Grci 324. pr. Kr. i nazvali ga Accra Leuke. Godine 201. pr. Kr. osvojili su ga Rimljani i nazvali Lucentum. Hanibal je ovdje trebalo istovariti svoje dobro poznate slonove za vrijeme Punskih ratova. Između 718. i 1249. gradom su vladali Mauri koji su mu promijenili ime u Al Lucant. Jakov I. Aragonski ga osvaja 1265. i tako je Alicante pripao kraljevstvu Aragon. Jedna od značajnijih znamenitosti je tvrđava Santa Barbara koja se nalazi iznad grada na jednoj stijeni.

## Jezik
Po ispitivanjima Nacionalnog instituta za statistike 2003. godine 33% građana koristi se katalonskim jezikom.[nedostaje izvor] Naime, za vladavine Francisca Franca katalonski jezik bio je zabranjen, tako da se španjolski još više ukorijenio na ovom prostoru, a ni katalonski naziv za grad, Alicante, nije se smio upotrebljavati. Danas su oba jezika službena.